# Feuerland
Feuerland era la designación popular del núcleo industrial de Berlín durante el siglo XIX. Estaba localizado en la histórica sección de Oranienburger Vorstadt de Berlín en el actual distrito de Berlín-Mitte. La palabra literalmente significa “tierra de fuego”, pero es también un juego en palabras como "Feuerland" es el nombre alemán para otra ubicación geográfica, llamada Tierra del Fuego.

## Historia
Muchas empresas de las industrias emergentes de la metalurgia y la ingeniería mecánica se asentaron en el área noreste de Oranienburger Tor, una de las puertas al siglo XVIII del Muro de Aduana de Berlín, entre Chausseestraße (hoy‘s Torstraße), Gartenstraße y Liesenstraße.

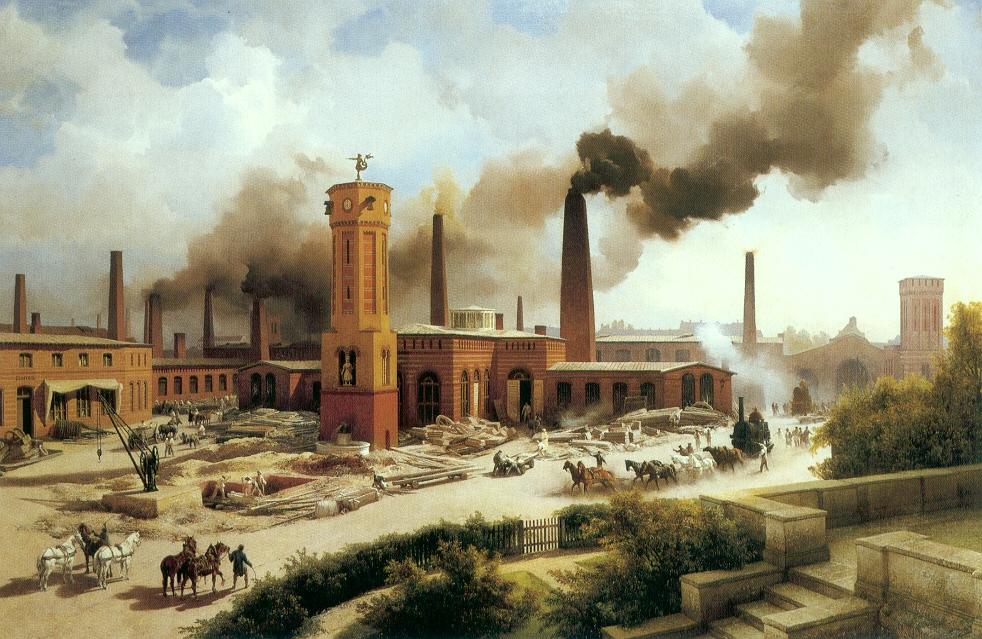
Fábrica de máquinas de Borsig en Chausseestraße. Cuadro de Karl Eduard Biermann (1847)

Por ejemplo, en 1804 la Fundición Real de Hierro de Prusia empezó a producir en Invalidenstraße. En 1826 Franz Anton Egells instaló su fundición de hierro y trabajos de ingeniería en Chausseestraße 3/4, más tarde expandiéndolo para incluir Chausseestraße 5/6. En 1837 August Borsig estableció una fábrica en Chausseestraße 1–3, para ser seguida en 1839 por Friedrich Adolf Pflug en Chausseestraße 7–9. En 1842 Johann Friedrich Ludwig Wöhlert empezó una fundición de hierro y trabajos de ingeniería en Chausseestraße 29.